# Dysphania nias
Dysphania nias là một loài bướm đêm trong họ Geometridae.